# Hildegarde von Schlettstadt
Hildegarde de Sélestat (von Schlettstadt en allemand), Hildegarde d'Eguisheim ou Hildegarde de Mousson-Montbéliard fut une mécène allemande du Moyen Âge.
Veuve de Frédéric de Büren, elle fit bâtir l’église romane Sainte-Foy à Sélestat, en lieu et place d'un oratoire antérieur, et en fit don en 1094 à l'abbatiale Sainte-Foy de Conques, dont certains moines vinrent à Sélestat pour servir l'Église et restèrent près de 350 ans, et ceux-ci, devant la Réforme qui arrivait, seront remplacés ensuite par les jésuites.
Elle mourut vers 1094 et fut inhumée dans la crypte de l’église Sainte-Foy. Lors de fouilles en 1893, son cercueil a été retrouvé intact et ses restes étaient recouverts d'une couche de chaux, qui s'était solidifiée sur sa poitrine et sa tête, épousant les formes du corps, laissant penser qu'elle était morte de la peste. Cette découverte a permis de réaliser un moulage de son buste et de sa tête, aujourd'hui exposé dans un musée de Bad Wimpfen ; un autre moulage a été placé dans la crypte de l'église Sainte-Foy de Sélestat, et un troisième à la Bibliothèque Humaniste de la cité. Mais il existe un doute : le buste serait plus probablement celui de sa fille Adélaïde, car Hildegarde est décédée vers 70 ans, et le buste révèle plutôt une femme bien plus jeune, probablement dans la quarantaine.